# Peter Thor Andersen
Peter Thor Andersen (født 1. september 1975) er museumsdirektør for Øhavsmuseet Faaborg (2015-). Han er uddannet cand.mag. i statskundskab og historie fra Københavns Universitet i 2003, er formand for Ryslinge Høj- og Efterskole (2022-), næstforperson for Museumsrådet under Slots- og Kulturstyrelsen (2022-), medlem af bestyrelsen for Geopark Det Sydfynske Øhav (2019-2024). 2003-2006 var han leder af Lejre Museum, filial af Roskilde Museum (nu ROMU). 2006-2009 var han leder af Faaborg Kulturhistoriske Museer (fusioneret 1. januar 2010 med Langelands Museum, fusion opløst 1. oktober 2015). 2010-2015 var han leder af fusionsmuseet Øhavsmuseet.